# Clanwilliam
Clanwilliam (Nederlands, verouderd: Jan Disselvallei) is een stadje met 7674 inwoners, in de Zuid-Afrikaanse provincie West-Kaap. Clanwilliam behoort tot de gemeente Cederberg dat onderdeel van het district Weskus is.

## Subplaatsen
Het nationaal instituut voor de statistiek, Stats SA, deelt sinds de census 2011 deze hoofdplaats in in 3 zogenaamde subplaatsen (sub place):
Clanwilliam SP • Crystal Waters • Hopland.